# Peilong
Peilong (kinesiska: 配龙镇, 配龙) är en köping i Kina. Den ligger i provinsen Sichuan, i den sydvästra delen av landet, omkring 91 kilometer sydost om provinshuvudstaden Chengdu. Antalet invånare är 24 594. Befolkningen består av 11 693 kvinnor och 12 901 män. Barn under 15 år utgör 15,0 %, vuxna 15-64 år 72 %, och äldre över 65 år 12,0 %.
Genomsnittlig årsnederbörd är 1 330 millimeter. Den regnigaste månaden är juli, med i genomsnitt 290 mm nederbörd, och den torraste är december, med 13 mm nederbörd.